# شهرستان فارسان
شهرستان فارسان یکی از شهرستان‌های استان چهارمحال و بختیاری است. مرکز این شهرستان، شهر فارسان است.

## موقعیت جغرافیایی
شهرستان فارسان از شرق تا شمال با شهرستان شهرکرد، از شمال غربی با شهرستان کوهرنگ، از جنوب تا جنوب غربی با شهرستان اردل و از جنوب شرقی با شهرستان کیار همسایه است.

## پیشینه نام
از قدمت، چگونگی نام‌گذاری و پیشینه‌ی‌تاریخی فارسان اطلاع جامعی در دست نیست. اما آن طور که از ظواهر امر پیداست، مردم این دیار در سوارکاری و تیراندازی مهارت داشته‌اند. فارس [فا.رِ.س] در لغت به معنی سوار یا سوارکار یا صاحب است و مرور به فارسان تبدیل شده است.

## مناطق گردشگری
آبشار کردیت (خروشان‌ترین آبشار ایران) در جونقان
قلعه جونقان (سردار اسعد بختیاری)
تنگ درکش ورکش در جونقان
طاق سنگی خان اوی در جونقان
پیرغار در ده چشمه
کتیبه‌های مشروطیت پیرغار در ده چشمه
غار سراب در امید آباد
رودخانه سراب در امیدآباد
قله سالداران در فارسان
دریاچه لاغرک
مسجدجامع فارسان
تپه چغاپنجعلی در فارسان
چشمه قلعه در فارسان

## تقسیمات کشوری
شهرستان فارسان شامل ۳ بخش، ۵ دهستان و ۷ شهر به شرح زیر است:

### شهرستان فارسان
| بخش      | مرکز بخش | جمعیت بخش ۱۳۹۵ | نام دهستان | مرکز دهستان | جمعیت دهستان ۱۳۹۵ | شهر                  | جمعیت شهر ۱۳۹۵                 |
| -------- | -------- | -------------- | ---------- | ----------- | ----------------- | -------------------- | ------------------------------ |
| مرکزی    | فارسان   | ۴۱٬۴۹۳ نفر     | میزدج علیا | گوجان       | ۴٬۸۱۰ نفر         | فارسان گوجان         | ۳۰٬۵۰۴ نفر ۶٬۱۷۹ نفر           |
| جونقان   | جونقان   | ۳۴٬۸۷۶ نفر     | میزدج سفلی | چلیچه       | ۴٬۰۴۹ نفر         | جونقان پردنجان چلیچه | ۱۴٬۴۳۳ نفر ۸٬۶۹۹ نفر ۴٬۹۴۵ نفر |
| جونقان   | جونقان   | ۳۴٬۸۷۶ نفر     | جونقان     | راستاب      | ۲٬۷۵۰ نفر         | جونقان پردنجان چلیچه | ۱۴٬۴۳۳ نفر ۸٬۶۹۹ نفر ۴٬۹۴۵ نفر |
| باباحیدر | باباحیدر | ۱۸٬۹۱۷ نفر     | سراب سفلی  | قلعه شریف   | ۱٬۷۵۷ نفر         | باباحیدر فیل‌آباد     | ۱۱٬۲۰۲ نفر ۴٬۶۵۶ نفر           |
| باباحیدر | باباحیدر | ۱۸٬۹۱۷ نفر     | سراب علیا  | عیسی‌آباد    | ۱٬۳۰۲ نفر         | باباحیدر فیل‌آباد     | ۱۱٬۲۰۲ نفر ۴٬۶۵۶ نفر           |

## جمعیت
بنابر سرشماری عمومی نفوس و مسکن در سال ۱۳۹۵، جمعیت شهرستان فارسان برابر با ۹۵٬۲۸۶ نفر بوده است.